# Cyclocephala ampliata
Cyclocephala ampliata är en skalbaggsart som beskrevs av Bates 1888. Cyclocephala ampliata ingår i släktet Cyclocephala och familjen Dynastidae. Inga underarter finns listade i Catalogue of Life.